# Waterbury (Connecticut)
Waterbury város az Amerikai Egyesült Államokban,  államban, ben. 

## Népesség
A település népességének változása: